# Culicoides stanicicus
Culicoides stanicicus är en tvåvingeart som beskrevs av Shevchenko 1970. Culicoides stanicicus ingår i släktet Culicoides och familjen svidknott. Inga underarter finns listade i Catalogue of Life.